# Motief (patroon)
Een motief is een vorm of figuur die als basis dient voor het bekleden of versieren van bouwelementen, stoffen, papier of behang.
Het motief wordt vele malen en op een regelmatige manier herhaald.
Veel voorkomende motieven komen uit de bloemenwereld of zijn gebaseerd op Keltische tekeningen.
Een eiwitmotief is een terugkerend patroon van opeenvolgende aminozuren.